# John Bray
John Bray, född 1875 i delstaten New York, död 1945 i Kalifornien, var en amerikansk friidrottare.
Bray studerade vid Williams College och blev olympisk bronsmedaljör på 1 500 meter vid sommarspelen 1900 i Paris. På 800 meter tog han en sjätteplats.